# Ryō Fukuda
Ryō Fukuda (jap. 福田良 Fukuda Ryō; ur. 26 czerwca 1979 w Fukuoka) – japoński kierowca wyścigowy.

## Kariera
Japończyk po raz pierwszy w wyścigach samochodów jednomiejscowych pojawił się w 1996 r., we francuskiej Formule Renault Campus. Debiutował też we francuskiej Formule 3. W 2001 r. sięgnął w tej serii po tytuł mistrzowski. Rok później został kierowcą testowym stajni F1 – BAR-Honda. Nigdy jednak nie startował w wyścigach Grand Prix. W tym samym czasie brał udział w wyścigach Porsche Supercup oraz FIA GT.
W sezonie 2003 po wygaśnięciu kontraktu z zespołem F1, Fukuda rozpoczął starty w Formule Nippon. Ostatecznie został w niej sklasyfikowany na 14. pozycji, z dorobkiem jednego punktu. W 2004 r. Japończyk zadebiutował w World Series by Nissan. W wyniku kłopotów finansowych francuskiej ekipy Paul Belmondo Racing, Ryō był zmuszony opuścić serię po zaledwie dwóch rundach. Dorobek punktowy pozwolił mu ukończyć zmagania na 15. miejscu.
W kolejnych dwóch latach (kiedy serial ten nosił już nazwę World Series by Renault), reprezentując barwy Saulnier Racing oraz Tech 1 Racing, wystartował we wszystkich wyścigach. Ostatecznie został sklasyfikowany odpowiednio na 20. i 16. lokacie. Na przełomie sezonów 2005–2006 Japończyk wziął udział w pierwszej rundzie nowo powstałego (odbywającego się zimą) pucharu A1 Grand Prix, na torze Brands Hatch. W drugim wyścigu dojechał na ósmej pozycji, dzięki czemu pomógł swej ekipie zająć 21. miejsce w końcowej klasyfikacji.

## Wyniki w Formule Renault 3.5
| Legenda oznaczeń w tabelach wyników Wyświetl szablon na nowej stronie | Legenda oznaczeń w tabelach wyników Wyświetl szablon na nowej stronie                                                                     |
| Oznaczenie                                                            | Wyjaśnienie |
| --------------------------------------------------------------------- | --- |
| Złoty                                                                 | Zwycięzca lub mistrzostwo |
| Srebrny                                                               | 2. miejsce lub wicemistrzostwo |
| Brązowy                                                               | 3. miejsce lub II wicemistrzostwo |
| Zielony                                                               | Ukończył, punktował (w klasyfikacji generalnej, gdy zdobył co najmniej jeden punkt na przestrzeni sezonu, poza trzema powyższymi opcjami) |
| Niebieski                                                             | Ukończył, nie punktował (w klasyfikacji generalnej, gdy nie zdobył co najmniej jednego punktu na przestrzeni sezonu)                      |
| Czerwony                                                              | Nie zakwalifikował się (NZ) |
| Czerwony                                                              | Nie prekwalifikował się (NPK) |
| Różowy                                                                | Nie ukończył (NU) |
| Różowy                                                                | Niesklasyfikowany (NS) (w klasyfikacji generalnej, gdy nie został sklasyfikowany w żadnym wyścigu sezonu)                                 |
| Czarny                                                                | Zdyskwalifikowany (DK) |
| Czarny                                                                | Wykluczony (WYK/EX) |
| Biały                                                                 | Nie wystartował (NW) |
| Biały                                                                 | Kontuzjowany (K/INJ) |
| Biały                                                                 | Wyścig odwołany (OD/C) |
| Bez koloru                                                            | Został wycofany (WYC/WD) |
| Bez koloru                                                            | Nie przybył (NP/DNA) |
| Bez koloru                                                            | Nie brał udziału w treningach (NT/DNP) |
| Bez koloru                                                            | Nie został zgłoszony (–) |
| Pogrubienie                                                           | Start z pole position |
| Kursywa                                                               | Najszybsze okrążenie wyścigu |
| †                                                                     | Nie ukończył, ale jego rezultat został zaliczony ze względu na przejechanie więcej niż 90% dystansu wyścigu.                              |
| *                                                                     | Sezon w trakcie |
| 1/2/3                                                                 | Punktowana pozycja w sprincie kwalifikacyjnym                                                                                             |
| Lista systemów punktacji Formuły 1                                    | |

| Rok  | Zespół          | Wyniki w poszczególnych eliminacjach | Wyniki w poszczególnych eliminacjach | Wyniki w poszczególnych eliminacjach | Wyniki w poszczególnych eliminacjach | Wyniki w poszczególnych eliminacjach | Wyniki w poszczególnych eliminacjach | Wyniki w poszczególnych eliminacjach | Wyniki w poszczególnych eliminacjach | Wyniki w poszczególnych eliminacjach | Wyniki w poszczególnych eliminacjach | Wyniki w poszczególnych eliminacjach | Wyniki w poszczególnych eliminacjach | Wyniki w poszczególnych eliminacjach | Wyniki w poszczególnych eliminacjach | Wyniki w poszczególnych eliminacjach | Wyniki w poszczególnych eliminacjach | Wyniki w poszczególnych eliminacjach | Punkty | Pozycja |
| ---- | --------------- | ------------------------------------ | ------------------------------------ | ------------------------------------ | ------------------------------------ | ------------------------------------ | ------------------------------------ | ------------------------------------ | ------------------------------------ | ------------------------------------ | ------------------------------------ | ------------------------------------ | ------------------------------------ | ------------------------------------ | ------------------------------------ | ------------------------------------ | ------------------------------------ | ------------------------------------ | ------ | ------- |
| 2005 | Saulnier Racing | BEL                                  | BEL                                  | MON                                  | VAL                                  | VAL                                  | FRA                                  | FRA                                  | BIL                                  | BIL                                  | DEU                                  | DEU                                  | GBR                                  | GBR                                  | PRT                                  | PRT                                  | ITA                                  | ITA                                  | 11     | 20      |
| 2005 | Saulnier Racing | 9                                    | 8                                    | 9                                    | 17                                   | 9                                    | 14                                   | 17                                   | 9                                    | 13                                   | 14                                   | NU                                   | NU                                   | 14                                   | 14                                   | 16                                   | 18                                   | 19                                   | 11     | 20      |
| 2006 | Tech 1 Racing   | ZOL                                  | ZOL                                  | MON                                  | TUR                                  | TUR                                  | ITA                                  | ITA                                  | SFR                                  | SFR                                  | DEU                                  | DEU                                  | GBR                                  | GBR                                  | FRA                                  | FRA                                  | ESP                                  | ESP                                  | 25     | 16      |
| 2006 | Tech 1 Racing   | 11                                   | NU                                   | 17                                   | 12                                   | 10                                   | 12                                   | 9                                    | 12                                   | 13                                   | 16                                   | 5                                    | 19                                   | 4                                    | NU                                   | 4                                    | NU                                   | NU                                   | 25     | 16      |